# Ruffine Tsiranana
 (janvier 2018).
Si vous disposez d'ouvrages ou d'articles de référence ou si vous connaissez des sites web de qualité traitant du thème abordé ici, merci de compléter l'article en donnant les références utiles à sa vérifiabilité et en les liant à la section « Notes et références ».
Ruffine Tsiranana, née le 19 février 1939 à  Ambohimarina et morte le 23 février 2019 à Lusignan, est une femme politique malgache. Elle succède à son père, Philibert Tsiranana, à la présidence du parti PSD.

## Biographie

### Origines familiales
Ruffine Tsiranana est la troisième fille parmi les cinq filles et les trois garçons de Philibert Tsiranana, chef d’État malgache, et de Justine Kalitody.

### Études supérieures
Elle est diplômée de l’École nationale d’administration de Madagascar (ENAM). Elle a atteint le grade d'administrateur civil de classe exceptionnelle.

## Carrière politique
Elle est présidente du Parti social démocrate malgache. Elle a été membre du Sénat malgache, et apparentée au groupe Tiako i Madagasikara (TIM), dans la région de Sofia, à partir du 20 avril 2008.
Elle a été ministre de la Décentralisation dans le gouvernement de Jean-Omer Beriziky. Elle a été désavouée par la mouvance TIM, qui a favorisé son éviction du gouvernement de transition, après le soulèvement populaire du 7 février 2009 et plus généralement la crise politique de 2009.